# Adolph Wiesner (Politiker)
Adolph Anton Wiesner, häufiger Adolf Wiesner, bis Mitte der 1830er Jahre Wiener (* 1806 in Prag als Adolph Angelus Wiener; † 23. September 1867 in New York City) war ein Jurist, Politiker, Journalist und Schriftsteller.

## Leben
Wiesner studierte seit 1830 Rechtswissenschaft an der Universität Wien und wurde dort auch promoviert. Danach arbeitete er als Praktikant beim Kriminalgericht in Wien und in den 1840er Jahren bei einer Lebensversicherung ebenda. Er war Privatlehrer, Hofmeister und freier Publizist in Wien und Leipzig. 1847 war er Zeitungsredakteur in Leipzig, seit Frühjahr 1848 Mitarbeiter der Deutschen Zeitung. 1848/1849 war er zudem Redakteur der Frankfurter Ober-Postamts-Zeitung sowie Mitarbeiter bei der Augsburger Allgemeinen Zeitung und den Grenzboten. Von 1849 bis 1852 war er Publizist in der Schweiz und emigrierte von dort aus 1852 in die USA. In den USA arbeitete er weiterhin als Publizist und war Mitarbeiter von Eisenbahn- und Dampfschifffahrtsgesellschaften. Er war Verfasser von Dramen und diverser politischer Schriften.
Wiesner war Mitglied im Vorparlament und Fünfzigerausschuss. Vom 18. Mai 1848 bis 18. Juni 1849 war Wiesner für den Wahlkreis Österreich unter der Enns in Feldsberg Mitglied der Frankfurter Nationalversammlung in den Fraktionen Deutscher Hof und Donnersberg. Er war Mitglied im Zentralmärzverein.

## Schriften
- Denkwürdigkeiten der oesterreichischen Zensur vom Zeitalter der Reformazion bis auf die Gegenwart. Adolph Krabbe, Stuttgart 1847.
- Russisch-politische Arithmetik. Streiflichter auf das Werk des russischen Geheimrathes M. L. von Tegoborski: „Über die Finanzen, den Staatskredit, die Staatsschuld, die Hülfsquellen und das Steuersystem Oesterreichs, mit Rücksicht auf Preussen und Frankreich.“ 2 Bde. Leipzig o. J.
- Aus Serbien und Bulgarien. Schilderungen von Land und Leuten. Mit einem illustrierten Anhang: Der serbisch-bulgarische Krieg. Greßner & Schramm, Leipzig 1836.